# Linia kolejowa nr 863
Zasugerowano, aby zintegrować ten artykuł z artykułem Jastrzębska Spółka Kolejowa (dyskusja). Nie opisano powodu propozycji integracji.
Linia kolejowa nr 863 – jednotorowa, częściowo zelektryfikowana linia kolejowa znaczenia miejscowego, łącząca stację Knurów z bocznicą szlakową Ornontowice Budryk (KWK Budryk).
Linia pierwotnie była zarządzana przez KWK Budryk. Po przejęciu kopalni węgla kamiennego przez holding Jastrzębskiej Spółki Węglowej została oddana w zarząd spółce JSK.
Według numeracji linii kolejowych Jastrzębskiej Spółki Kolejowej, odcinek podległy danemu zarządowi nosi numer 27 oraz jest podzielona na dwa odcinki:
- Knurów – Chudów (od 0,000 do 4,824)
- Chudów – Budryk (od 4,824 do 10,135)

## Charakterystyka
Linia w całości jest klasy D3, maksymalny nacisk osi wynosi 221 kN dla lokomotyw oraz wagonów.
Linia kolejowa jest wyłącznie wykorzystywana do ruchu towarowego. Po niej poruszają się pociągi towarowe: CTL Logistics, DB Cargo Polska i PKP Cargo.
| kilometraż | kilometraż | pociągi pasażerskie                            | autobusy szynowe i EZT                         | pociągi towarowe                               |
| od         | do         | Tor nieparzysty (kierunek: Ornontowice Budryk) | Tor nieparzysty (kierunek: Ornontowice Budryk) | Tor nieparzysty (kierunek: Ornontowice Budryk) |
| -1,216     | 0,000      | 40                                             | 40                                             | 40                                             |
| 0,000      | 4,824      | 40                                             | 40                                             | 40                                             |
| 4,824      | 10,135     | 50                                             | 50                                             | 50                                             |

## Galeria

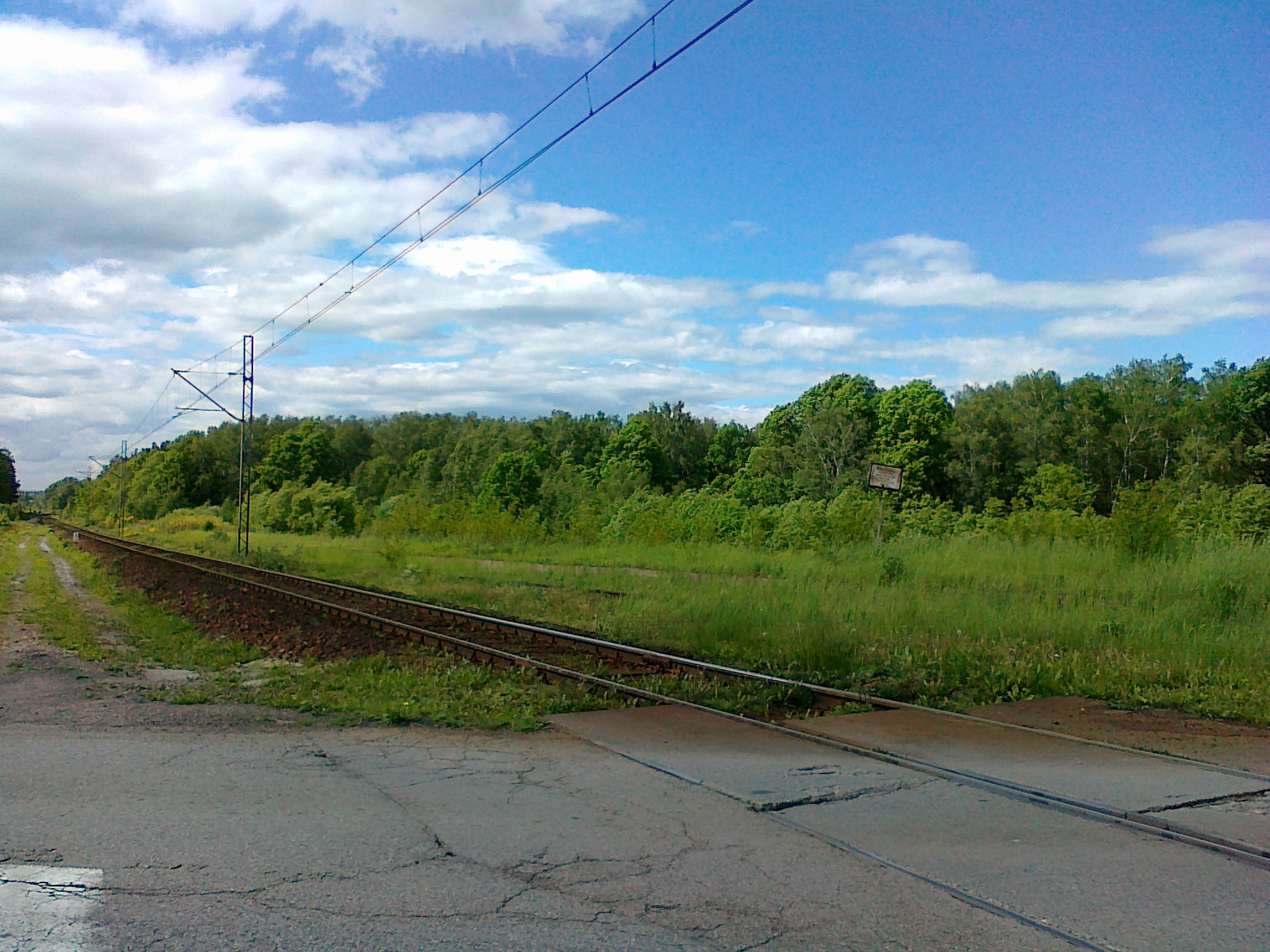